# Ubari

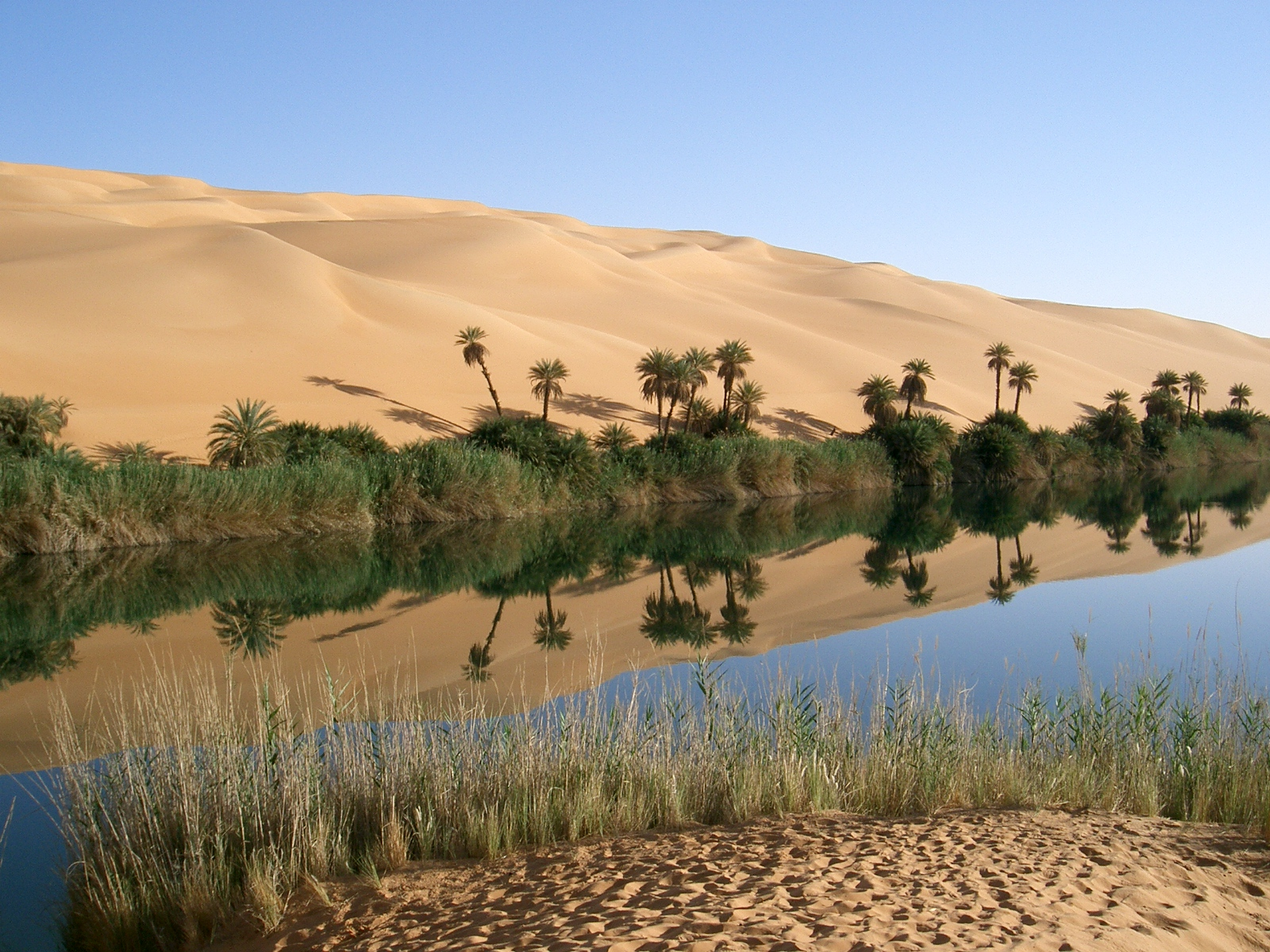
Một ốc đảo gần Ubari

Ubari là một đô thị ốc đảo ở phía tây nam Libya, thuộc Thung lũng Targa. Đô thị này nằm giữa cao nguyên Messak Sattafat và các đụn cát và hồ thuộc Idhan Ubari. Đây là trung tâm thứ hai sau Ghat của người Tuareg Kel Ajjer. Các ngôi làng lân cận là Germa, và Garran.